# Dziadowizna
Dziadowizna – według TERYT jest to część miasta Kraśnika w województwie lubelskim, w powiecie kraśnickim. Według Geoportalu miejscowość znajduje się w granicach wsi Pasieka-Kolonia, którą wyłączono z Kraśnika 1 stycznia 1973.